# Le Bal du printemps
Pour plus de détails, voir Fiche technique et Distribution.
Le Bal du printemps (titre original : On Moonlight Bay) est un film musical américain réalisé par Roy Del Ruth, sorti en 1951.

## Synopsis
Dans une petite ville de l'Indiana, au milieu des années 1910, la famille Winfield vient d'emménager dans une maison plus grande dans un quartier plus agréable. La famille compte le père George, qui est banquier, sa femme Alice, leur fille Marjorie, un grand garçon manqué surnommée "Margie", leur fils Wesley, espiègle et précoce et leur gouvernante Stella. Personne, à part George, n'est heureux de ce déménagement, jusqu'à ce que Marjorie rencontre leur nouveau voisin, William Sherman, rentré chez lui pour faire une pause dans ses études à l'université de l'Indiana. Les deux sont immédiatement attirés l'un par l'autre, ce qui pousse Margie à abandonner le baseball pour essayer de devenir une jeune femme convenable, telle que la société de l'époque la perçoit.
Margie et Bill développent une relation amoureuse malgré, ou peut-être à cause, des idées non conventionnelles de Bill sur la vie, notamment le fait qu'il ne croit pas à l'institution du mariage ou au rôle de l'argent dans la société. Le chemin vers une vie heureuse entre Margie et Bill est entravé par la distance (alors que Bill retourne à l'école), les tentatives de Margie d'apprendre des choses perçues comme féminines, la désapprobation de son père et sa préférence pour un autre prétendant, l'ingérence continuelle de son frère et l'entrée des États-Unis dans la Première Guerre mondiale. Le père de Margie s'adoucit lorsque son frère brise une fenêtre avec le vieux lance-pierre de leur père. 
Cela rend finalement le père plus réceptif à sa relation avec Bill et le film se termine bien.

## Fiche technique
- Titre : Le Bal du printemps
- Titre original : On Moonlight Bay
- Réalisation : Roy Del Ruth, Raoul Walsh (scènes complémentaires)
- Scénario : Jack Rose et Melville Shavelson d'après le roman Penrod Stories de Booth Tarkington
- Production  : William Jacobs
- Société de production et de distribution : Warner Bros. Pictures
- Direction musicale : Ray Heindorf
- Musique : Max Steiner (non crédité)
- Chorégraphie : LeRoy Prinz
- Photographie : Ernest Haller
- Montage : Thomas Reilly
- Direction artistique : Douglas Bacon
- Décorateur de plateau : William Wallace
- Costumes : Marjorie Best et Milo Anderson
- Pays de production : États-Unis
- Langue : Anglais
- Format : Couleur (Technicolor) - Son : Mono (RCA Sound System)
- Genre : Comédie musicale
- Durée : 95 minutes
- Dates de sortie : 
  - États-Unis : 26 juillet 1951 New York
  - France : 17 juin 1953

## Distribution
- Doris Day : Marjorie 'Marjie' Winfield
- Gordon MacRae : William 'Bill' Sherman
- Jack Smith : Hubert Wakely
- Leon Ames : Banker George 'Father' Winfield
- Rosemary DeCamp : Alice 'Mother' Winfield
- Mary Wickes : Stella
- Ellen Corby : Miss Mary Stevens
- Billy Gray : Wesley Winfield
- Henry East : Doughboy by train
- Jeffrey Stevens : Jim Sherman
- Eddie Marr : Contest barker at fair
- Esther Dale (non créditée) : Aunt Martha Robertson